# Never Ending Story (singolo)
Never Ending Story è un singolo della symphonic metal band olandese Within Temptation pubblicato per promuovere il primo DVD della band, Mother Earth Tour. Il brano è la traccia numero 6 dell'album Mother Earth.

## Tracce
1. Never Ending Story (Radio Edit) – 3:30
2. Never Ending Story (Extended Version) – 4:02